# Лубенський 8-й гусарський полк
8-й гусарський Лубенський полк (рос. дореф. 8-й гусарскій Лубенскій полкъ ) — кавалерійська частина Російської імператорської армії у 1807—1917 роках.

## Назва
- 1807: Лубенський гусарський полк.
- 1838: Гусарський полк Його Величності Короля Ганноверського.
- 1874: 8-й Гусарський Лубенський Його Імператорського Високості ерцгерцога австрійського Карла Людвига полк.
- 1882: 24-й драгунський Лубенський полк Його Імператорської Високості ерцгерцога Карла-Людвіга.
- 1896: 24-й драгунський Лубенський полк
- 1917.12.21: 2-й Лубенський кінно-козачий полк імені Сагайдачного військ Центральної ради.
- 1917.12.27: Лубенський гусарський український полк.
- 1918.6.3: Лубенський сердюцький кінно-козачий полк Сердюцької дивізії гетьмана Павла Скоропадського.

## Історія
Сформований 14 березня 1807 у складі двох п'ятиескадронних батальйонів і запасного ескадрону, під назвою Лубенський гусарський полк. Формував полк призначений його шефом генерал-майор Олексій Меліссіно.

Греки, серби, молдовани, німці, французи, поляки, цигани, хрещені євреї і навіть кілька негрів; відставні чиновники, семінаристи, купці, міщани, дворяни, селяни, священнослужителі — все це перемішувалося разом і формувало полк, підготовлене зовсім не до трудів і позбавлень військової служби.— Бурский И. Д. История 8-го гусарского Лубенского полка
 Під час Французько-російської війни 1812 року лубенці входили до складу 3-ї резервної армії і перебували в загоні генерала Меліссіно, що діяв з 1 липня по 21 вересня проти французького VII корпусу генерала Реньє, і відбили одну гармату — перший трофей війни 1812 року. З 3 по 12 жовтня полк перебував у Варшавському герцогстві і, перебуваючи в авангарді барона Сакена, брав участь в боях при Горностаєвичах і Волковиську.
3 січня 1813 полк був переформований в 6 діючих і 1 запасний ескадрони.
Після Люценської битви лубенці були призначені в ар'єргард і, прикриваючи з 21 по 27 квітня відступ російської армії до Дрездена, брали участь в боях біля Вальгейма, Версдорфа, Носса і Бішофсверда. У битві при Бауцені полк, перебуваючи на лівому фланзі, атакував французів і забезпечив Милорадовичу відступ.
14 серпня 1813, під Дрезденом, Лубенський полк атакував гвардійську піхоту і, втративши вбитими свого шефа Меліссіно, переміг французькі загони. За блискучу участь у війні 1813 полку були подаровані знаки на ківери з написом «За відзнаку». Перейшовши Рейн, лубенці брали участь в боях при Бар-сюр-Обі, у Лобресель, при Фер-Шампенуазі і Парижі.

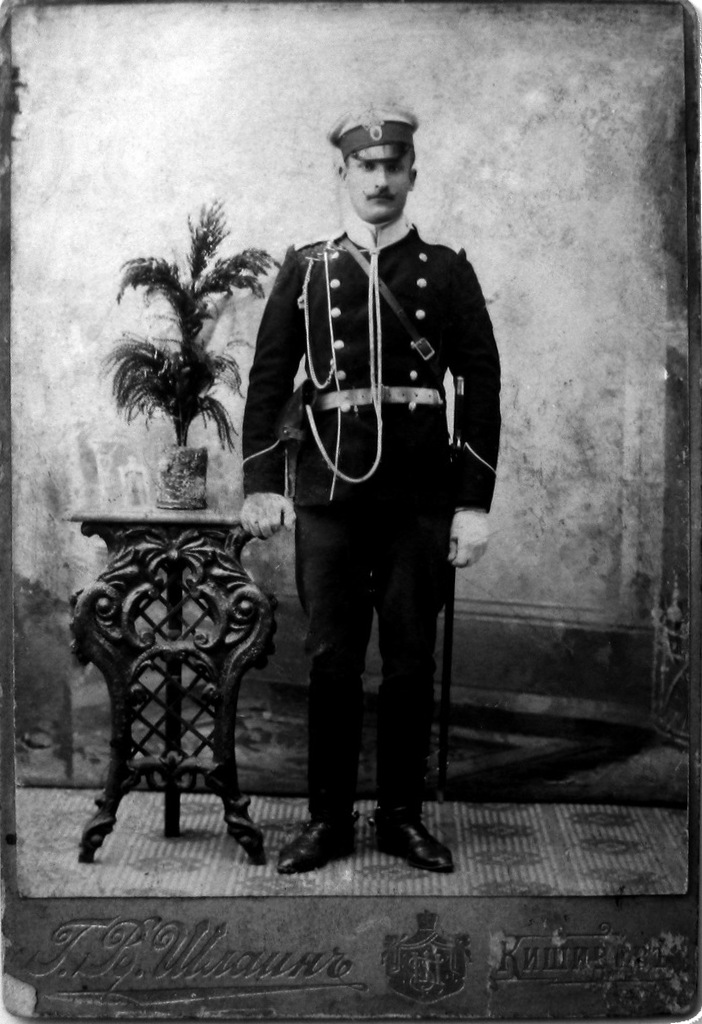
Солдат 8-го гусарського Лубенського полку — Сергій Матвієнко. Кишинів, 12 жовтня 1906 р

Полкова гусарська уніформа в 1812 році мала таке забарвлення: доломан синій, ментик синій, комір і вилоги доломана жовті. Хутро ментика офіцерів — сіре смушеве, унтер-офіцерів — чорне, солдатів — біле. Пояс-кушак синій. Шаровари сині. Ташка синя з білою обробкою. Вальтрап синій з білою обробкою. Приладовий метал — срібло.
У 1831 Лубенський полк взяв участь у приборканні польського повстання і знаходився при Бялоленці, Гроховому і при штурмі Варшави. 21 березня 1833 Лубенський полк був приведений до складу 8 діючих і 1 запасного ескадронів. 28 травня 1838 Ернст Август I, король Ганновера був призначений шефом, і полк був названий його ім'ям Гусарський Його Величності Короля Ганноверського полк.
У 1849 Лубенський полк взяв участь у приборканні Угорської революції (1848—1849) і знаходився в бою біля Тура і в битві при Дебрецені. За Угорський похід імператор Микола I подарував всім чинам полку срібні медалі на Андріївській стрічці, а імператор австрійський — 40 австрійських медалей з тим, щоб вони завжди залишалися в полку і носилися найбільш гідними нижніми чинами. 11 листопада 1856, у зв'язку зі смертю шефа, полк названий Лубенським гусарським. 15 вересня 1853 ерцгерцог австрійський Карл-Людвіг був призначений шефом, і полку присвоєно його ім'я. 18 вересня 1856 полку наказано мати 4 діючих і 2 резервних ескадрони. 25 березня 1864 до назви полку приєднаний № 8.

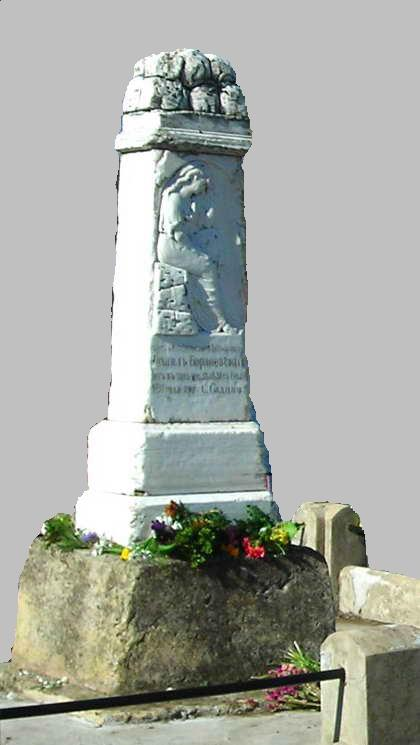
Садина, Болгарія
Братська могила загиблим 31 липня 1877-го в боях біля Садини

Під час російсько-турецької війни (1877—1878) Лубенський полк входив до складу Рущуцького загону цесаревича і брав участь у битвах при Маїркійой, Хайдаркійой, Карахасанкійой і Кацелево.
4 січня 1878, після розформування Рущуцького загону, Лубенський полк був відряджений до свого корпусу і перейшов через Балкани. За доблесну службу Рущуцькому загону полку були подаровані 21 липня 1878 Георгіївські штандарти з написом: «За відзнаку в Турецькій війні в 1877 і 1878».
18 серпня 1882 при загальному переформуванні кавалерії, Лубенський полк був перейменований в драгунський і названий 24-м драгунським Лубенським Його Імператорської Високості ерцгерцога Карла-Людвіга полком; 11 серпня 1883 полк був приведений до складу 6 ескадронів. 21 травня 1896, у зв'язку зі смертю шефа, полк був названий як 24-й драгунський Лубенський полк; 16 вересня 1896 з полку було виділено ескадрон на сформування 52-го драгунського Ніжинського полку.
15 квітня 1897 ерцгерцог австрійський Оттон був призначений шефом, і полку присвоєно його ім'я. 30 жовтня 1906, з нагоди смерті шефа, полк знову названий 24-м драгунським Лубенським полком. 14 березня 1907, в день столітнього ювілею, полку подарований новий штандарт з додатковим написом «1807 — 1907» та Олександрівською ювілейною стрічкою. 6 грудня 1907, при встановленні гусарських і уланських полків, Лубенський полк названий гусарським з переміною № 8.
У 1917 був українізований і 21 грудня 1917 наказом по Українському генеральному штабу перейменований у 2-й Лубенський кінно-козачий імені Сагайдачного полк військ Центральної ради (згідно з наказом Російським військам Румунського фронту від 27 грудня 1917 № 1287 — в Лубенський гусарський український полк, «надалі до загальної реорганізації армії»). 3 червня 1918, після виведення з румунського фронту до Києва, перейменований в Лубенський Сердюцький кінно-козачий полк Сердюцької дивізії гетьмана Павла Скоропадського. У вересні — жовтні 1919 полк перейшов до білих під командування командира 3-го армійського корпусу генерала Слащова, який відразу ж кинув їх проти Махна.
10 жовтня 1919 наказом військам Новоросійської області за № 96 до складу ЗСПР і військ Новоросійської області з 1 жовтня включений Гусарський полк «сформований з кадрів колишнього 8 Гусарського Лубенського полку», найменувати Лубенським гусарським полком, що складається з чотирьох стройових і запасного ескадронів і команд — кулеметної, зв'язку та трубачеської, що налічували 500 чол. Командиром полку був призначений полковник А. А. Ієропес.
11 листопада 1919 полк був включений до Окремої кавалерійської бригади. Надалі полк, ймовірно, брав участь в Бредовському поході. На початку 1920 запасний ескадрон полку влився до бригади генерала Ю. К. Сахно-Устимовича, що обороняла Перекопський вал.

## Знаки відмінності
1. Георгіївський штандарт з написом: «За отличие в Турецкую войну в 1877 и 1878 гг.» і «1807 — 1907», з Олександрівською ювілейною стрічкою.
2. Знаки на головні убори з написом «За отличие», в пам'ять відзнаки в кампанії 1812, 1813 і 1814 років, особливо в битві під Лейпцигом 2 жовтня 1813.
3. Андріївська стрічка, подарована полку Спадкоємцем Цесаревичем Олександром Миколайовичем зі свого плеча в Дармштадті в 1843 і зберігається в полковій церкві.
4. Австрійські медалі в пам'ять про упокорення Угорщини та Трансільванії в 1848–1849, для носіння вахмістрами і унтер-офіцерами полку.

## Місця дислокації
У 1820 — Дорогобуж Смоленської губернії. Полк у складі 1-ї гусарської дивізії (командир — генерал-майор Безобразов 1-й).

## Командири

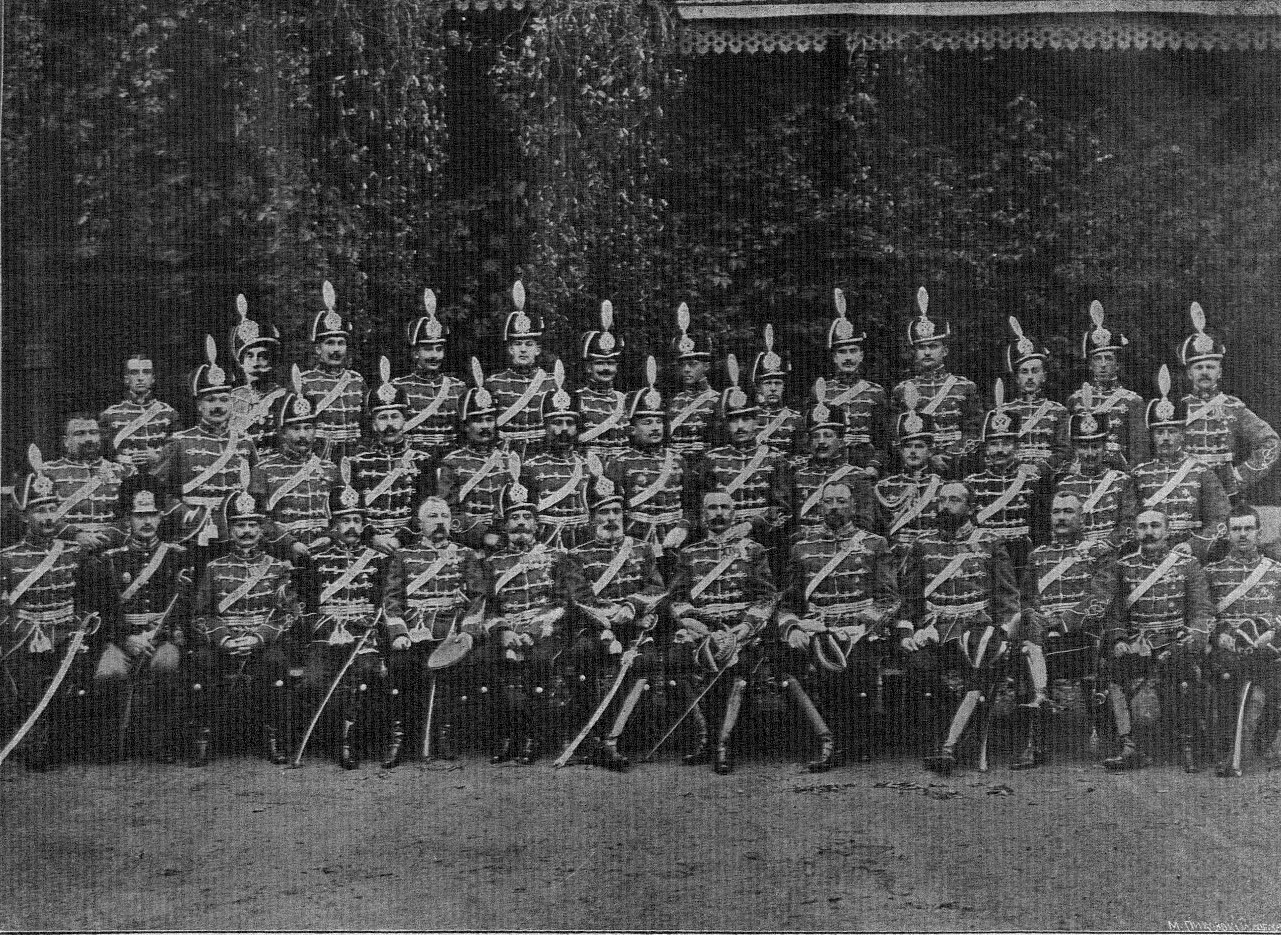
Група офіцерів полку, близько 1912 року

- 07.09.1808 — 19.02.1810 — полковник Йосип Максимович-Васильківський.
- 21.12.1814 — 05.01.1817 — полковник Сергій Шибаєв
- 05.01.1817 — 04.05.1822 — полковник граф Павло Граббе 1-й
- 11.05.1822 — 06.12.1826 — полковник Михайло Родзянко
- 06.12.1826 — 01.04.1834 — полковник Андрій Клотен
- 01.04.1834 — 21.04.1840 — полковник Іларіон Антонов
- 21.04.1840 — 23.05.1845 — полковник Олексій Мельников
- 09.07.1845 — 01.07.1851 — полковник Казимир Войнілович
- 01.07.1851 — 01.04.1859 — полковник Олександр Тіпольдт
- 01.04.1859 — 01.08.1865 — полковник Роман Медем
- 01.08.1865 — 23.06.1866 — флігель-ад'ютант полковник Олександр Ессен
- 23.06.1866 — 15.10.1870 — флігель-ад'ютант полковник Олексій Амбразанцев-Нечаєв
- 15.10.1870 — 17.09.1877 — полковник Юрій Бороздин
- 17.09.1877 — 14.07.1883 — флігель-ад'ютант полковник граф Володимир Пащенко-Развадовський
- 14.07.1883 — 16.07.1891 — полковник Євген Грессер
- 24.07.1891 — 29.10.1892 — полковник Олександр Яннау
- 21.11.1892 — 06.05.1894 — полковник Микола Чичагов
- 13.05.1894 — 26.05.1897 — флігель-ад'ютант полковник Микола Крижановський
- 21.06.1897 — 20.07.1901 — полковник Леонід Владиславлевич
- 20.07.1901 — 25.05.1903 — полковник Георгій Раух
- 02.07.1903 — 31.07.1909 — полковник Микола Савойський
- 07.08.1909 — 31.12.1913 — полковник Євген Каяндер
- 23.01.1914 — 18.05.1915 — полковник (з 24.01.1915 генерал-майор) Юрій Сахно-Устимович
- 10.11.1915 — 17.01.1916 — полковник Федір Романов
- 27.01.1916 — 14.04.1917 — полковник Веніамін Пулевич
- 07.06.1917 — 1917 — полковник Павло Морітц
- 09.1917 — 08.10.1918 — полковник Іван Омелянович-Павленко

## Шефи
- 14.03.1807 — 15.08.1813 — генерал-майор Олексій Меліссіно
- 18.08.1813 — 07.01.1814 — генерал-майор Євграф Давидов
- 07.01.1814 — 01.09.1814 — генерал-майор Іван Трощинський
- 28.05.1838 — 11.11.1851 — Ернст Август I, король Ганновера
- 15.09.1853 — 21.05.1896 — Карл Людвіг, ерцгерцог Австрійський
- 15.04.1897 — 30.10.1906 — Оттон, ерцгерцог Австрійський

## Відомі люди, що служили в полку
- Дмитро Вайнерх-Вайнярх, прапорщик (1917)
- Георгій Задонський
- Олександр Келлер
- Федір Келлер, граф
- Олександр Самсонов
- Чернецький Ісаак Ісайович, капельмейстер
- Чернецький Семен Олександрович, капельмейстер

## Однострій

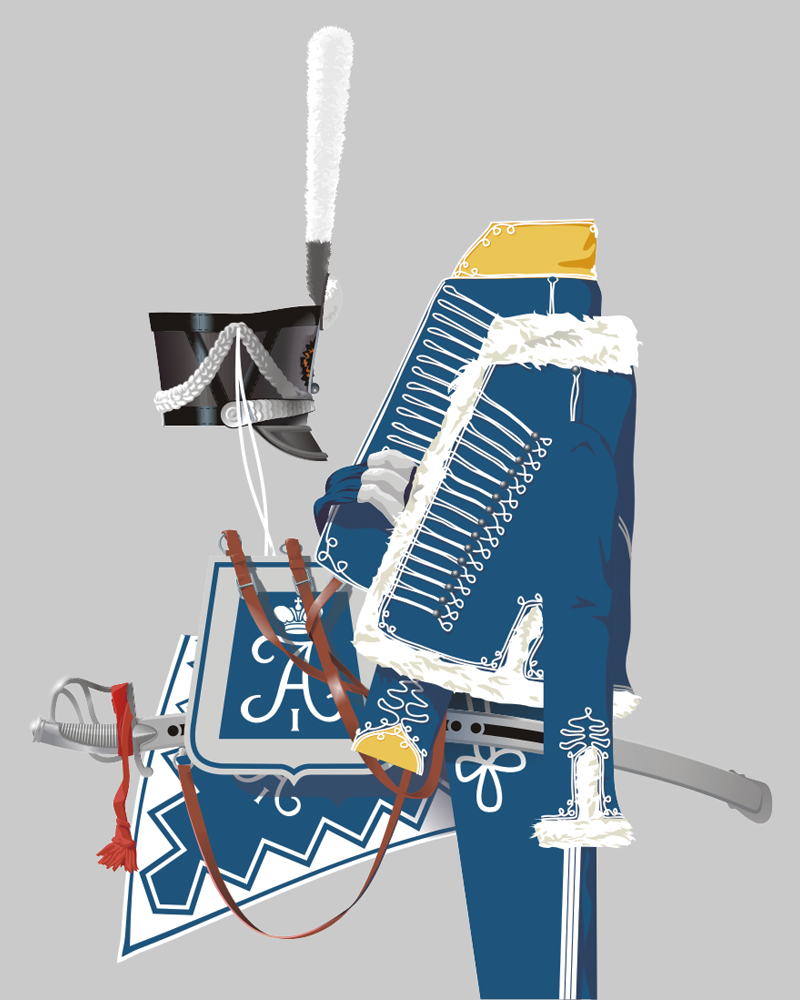
Повна уніформа рядового Лубенського гусарського полку зразка 1812: доломан, ментик, шарф, шаровари, ківер, вальтрап, ташка і шабля.

### Франко-російська війна 1812 року
При загальновживаному гусарському однострої, ізюмські гусари мали темно-сині доломани, ташки, ментики, чакчири, та вальтрапи; коміри та обшлаги доломанів жовті; тасьми, шнури, викладки вальтрапів і ташок білі; пояси сині з білим.
Металеві прибори жовті, шнури у офіцерів золоті, а у нижніх чинів білі. Крім того гусарським офіцерам дозволялося носити темно-зелені віцмундири і сюртуки піхотного зразка, з обшлагами і коміром кольору як і доломан (темно-синього). Вишивка на обшлагах і комірі також відповідала такій яка була на доломані. Відвороти гусарських віцмундирів були червоні у всіх полків, чакчири ж були темно-зелені без вишивки.

## Знаки розрізнень

### Офіцери
| Опис                       | Знаки відмінності станом на 1908—1917 рр. | Знаки відмінності станом на 1908—1917 рр. | Знаки відмінності станом на 1908—1917 рр. | Знаки відмінності станом на 1908—1917 рр. | Знаки відмінності станом на 1908—1917 рр. | Знаки відмінності станом на 1908—1917 рр. |
| -------------------------- | ----------------------------------------- | ----------------------------------------- | ----------------------------------------- | ----------------------------------------- | ----------------------------------------- | ----------------------------------------- |
| Шнури наплічні на доломані |                                           |                                           |                                           |                                           |                                           |                                           |
| чин /звання                | Полковник                                 | Підполковник                              | Ротмістр                                  | Штабс-ротмістр                            | поручик                                   | Корнет                                    |
| Група                      | Штаб-офіцери                              | Штаб-офіцери                              | Обер-офіцери                              | Обер-офіцери                              | Обер-офіцери                              | Обер-офіцери                              |

### Унтер-офіцер і Рядові

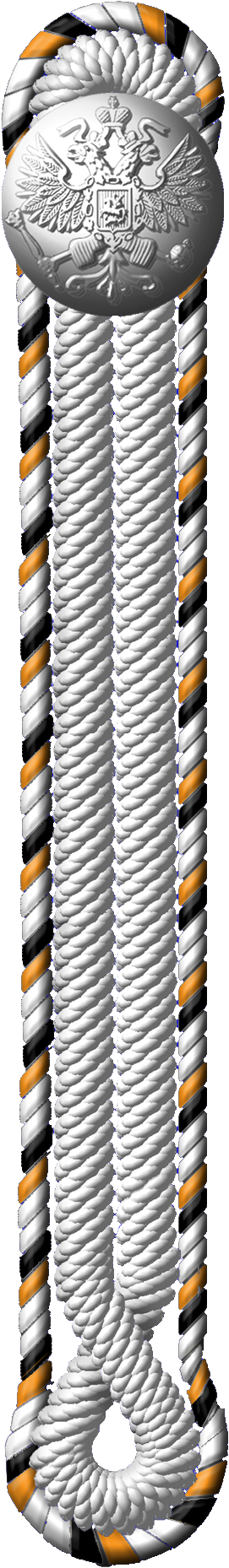
Гусар на правах Однорічного охотника (1908 — 1917)

| Опис                       | Знаки відмінності станом на 1908—1917 р | Знаки відмінності станом на 1908—1917 р | Знаки відмінності станом на 1908—1917 р | Знаки відмінності станом на 1908—1917 р | Знаки відмінності станом на 1908—1917 р | Знаки відмінності станом на 1908—1917 р |
| -------------------------- | --------------------------------------- | --------------------------------------- | --------------------------------------- | --------------------------------------- | --------------------------------------- | --------------------------------------- |
| Шнури наплічні на доломані |                                         |                                         |                                         |                                         |                                         |                                         |
| Військове звання           | Підпрапорщик                            | Вахмістр                                | Старший унтер-офіцер                    | Молодший унтер-офіцер                   | Єфрейтор                                | гусар                                   |
| Група                      | Унтер-офіцери                           | Унтер-офіцери                           | Унтер-офіцери                           | Унтер-офіцери                           | рядові                                  | рядові                                  |

Погон

- Гусар на правах 
 Однорічного охотника 
 (1908 — 1917)